# 斯霍克兰
52°38′03″N 5°46′40″E / 52.634183°N 5.777875°E
斯霍克兰是位于荷兰须德海的原岛屿，属东北圩田的一部分。自1942年东北圩田自须德海中被围垦出来后，斯霍克兰便不再是岛屿了。其遗迹仍可作为圩田中高耸之处以及“米德尔比特”海滨完好的挡土墙而被认出。
由于不断上涨的海平面，斯霍克兰从中世纪具有吸引力的居民点地区变成了19世纪不断受到洪水威胁的地方。那时斯霍克兰人已撤到三个最高的地方：埃默洛尔德（Emmeloord）、莫伦比特（Molenbuurt）、米德尔比特（Middelbuurt）。1825年一场大洪水带来的巨大的破坏，而1859年政府决定关闭在斯霍克兰的永久性居民点。原斯霍克兰市镇被合并到大陆上的坎彭。
如今斯霍克兰是一个受欢迎的考古地点和斯霍克兰博物馆（Schokland Museum）所在地。它也是荷兰第一个UNESCO世界遗产。

## 图集

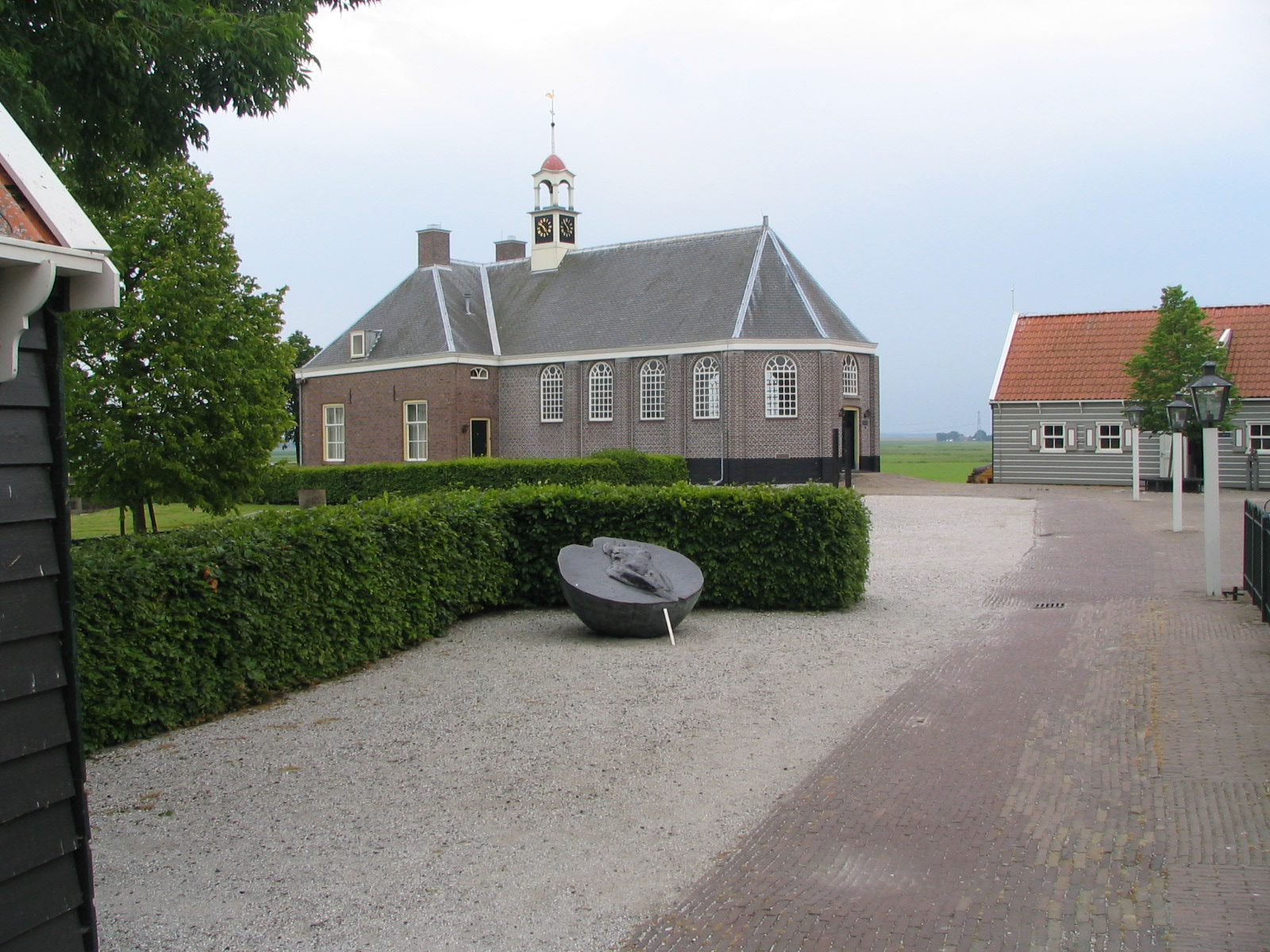
斯霍克兰的教堂
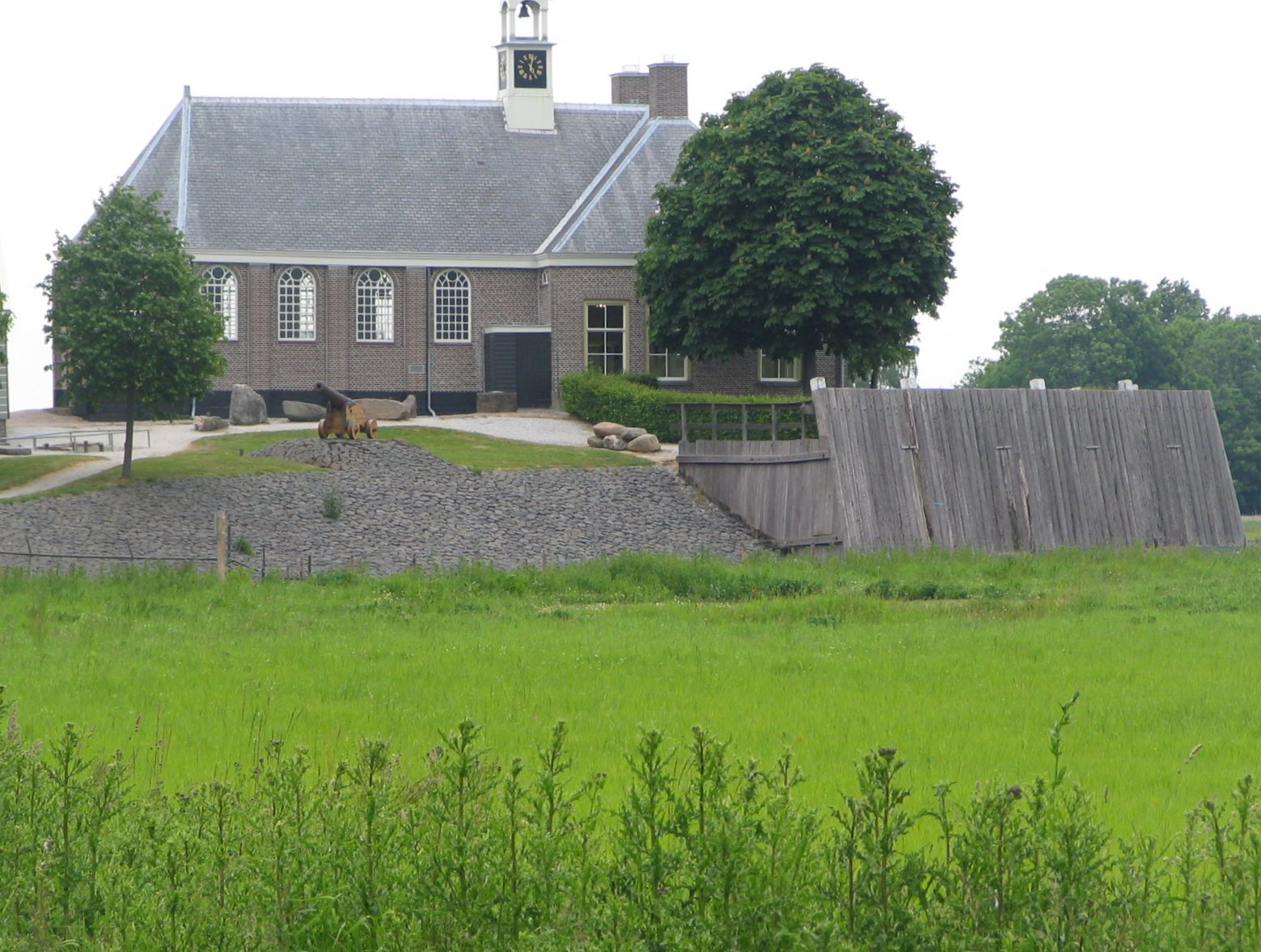
带海堤的教堂
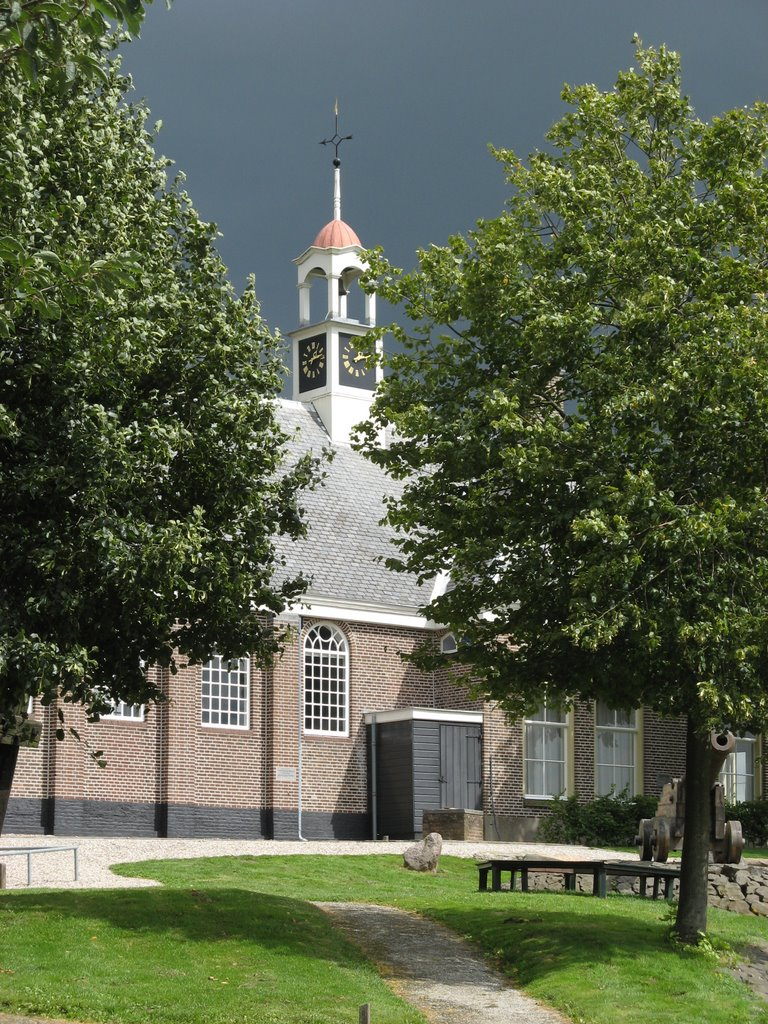
斯霍克兰的教堂